# Chromeurytoma megastigmoides
Chromeurytoma megastigmoides är en stekelart som först beskrevs av Girault 1926.  Chromeurytoma megastigmoides ingår i släktet Chromeurytoma och familjen puppglanssteklar. Inga underarter finns listade i Catalogue of Life.